# Steenhus von Börger
Het Steenhus von Börger (ook Börger I genoemd) is een ganggraf uit het neolithicum in de Duitse deelstaat Nedersaksen. Het werd gebouwd tussen 3500 en 2800 v.Chr. en wordt toegeschreven aan de trechterbekercultuur. Het megalitische bouwwerk heeft Sprockhoff-Nr. 819. 

## Algemeen
Het Steenhus ligt in het centrum van de plaats Börger in Landkreis Emsland (Nedersaksen) tussen twee woonhuizen. Het ligt naast een weg, vlak bij een kruising. Het Steenhus von Börger is onderdeel van Straße der Megalithkultur.
Het Steenhus is het aanzienlijkste Großsteingrab in Börger. In de plaats liggen nog twee megalitische bouwwerken: Hünensteinen (Börger II, Sprockhoff-Nr. 818) en Großsteingrab auf dem Vaogelbarg (Börger III, Sprockhoff-Nr. 820). Ook is de Opferstein von Börger in deze plaats gelegen, dit is een zwerfsteen.

## Beschrijving
Het bouwwerk is oost-west georiënteerd en het is goed bewaard gebleven. Er is slechts één draagsteen niet meer op de oorspronkelijke plek (in situ). Negen van de dekstenen zijn bewaard gebleven, één is gebroken. De kamer is 14,5 meter lang en heeft een breedte van 2,5 meter. Ook de poortstenen van de ingang, die in het midden van de zuidelijke lange zijde ligt, zijn nog aanwezig. Oorspronkelijk was het bouwwerk omringd door een ovalen krans, hier is nog slechts één steen van bewaard gebleven. Ook zijn de resten van de dekheuvel te herkennen.

## Afbeeldingen

Steenhus von Börger
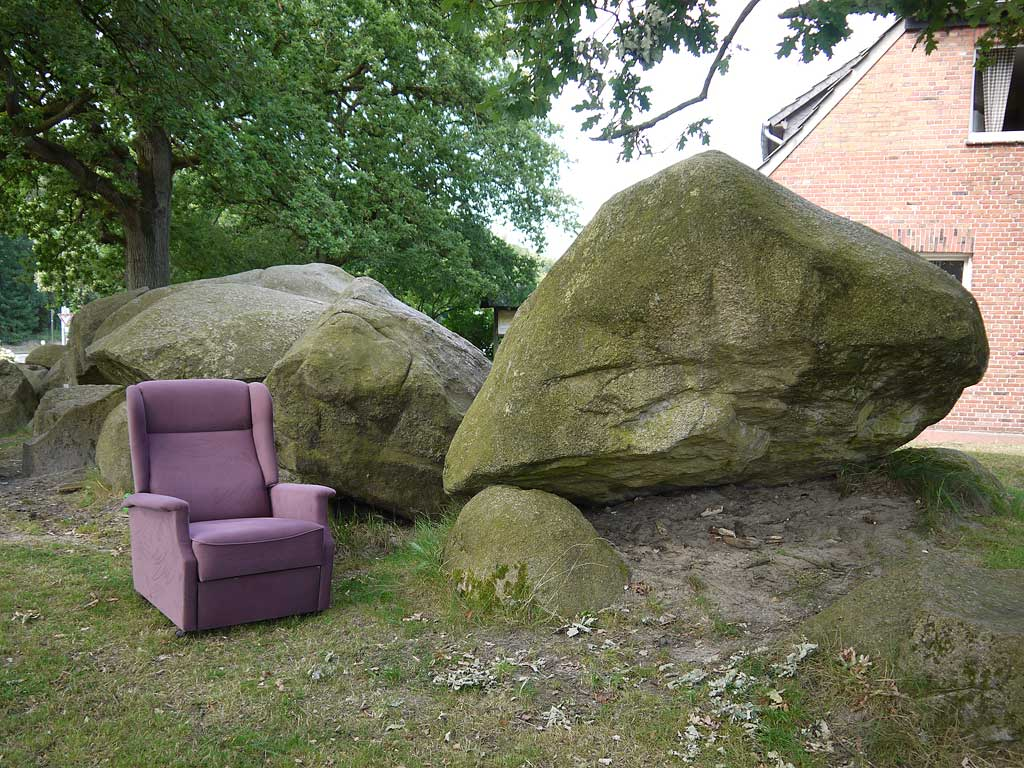
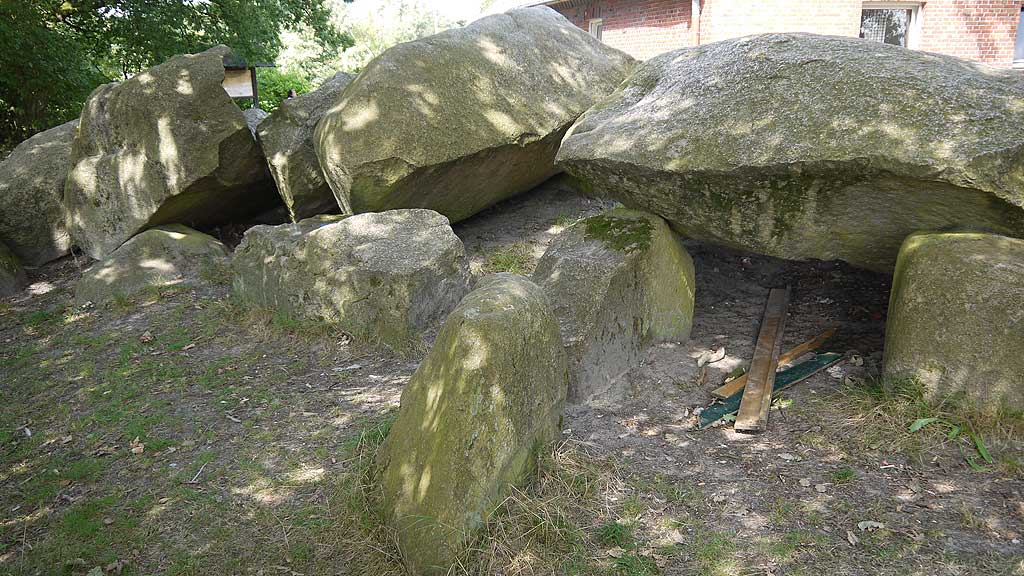
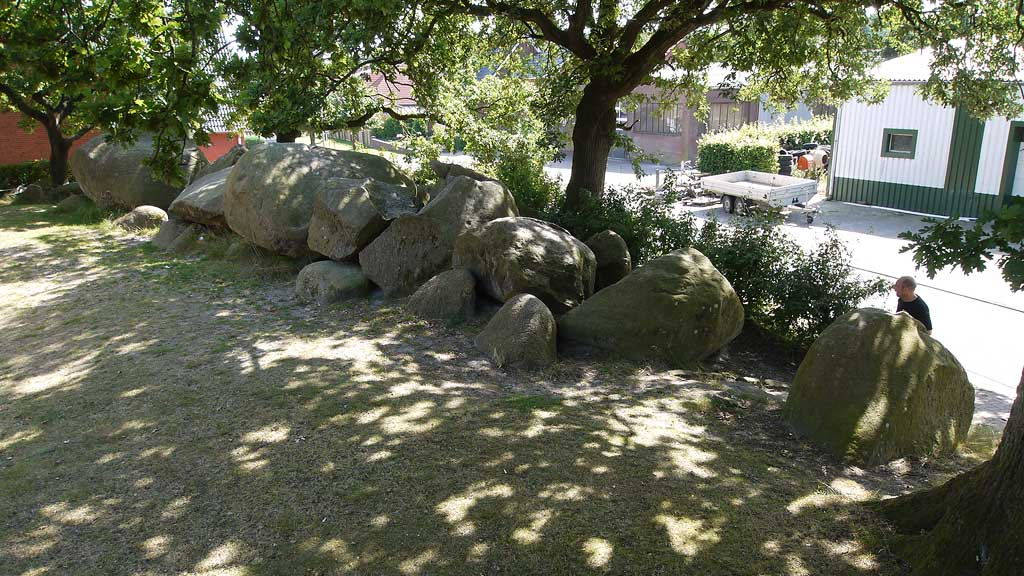
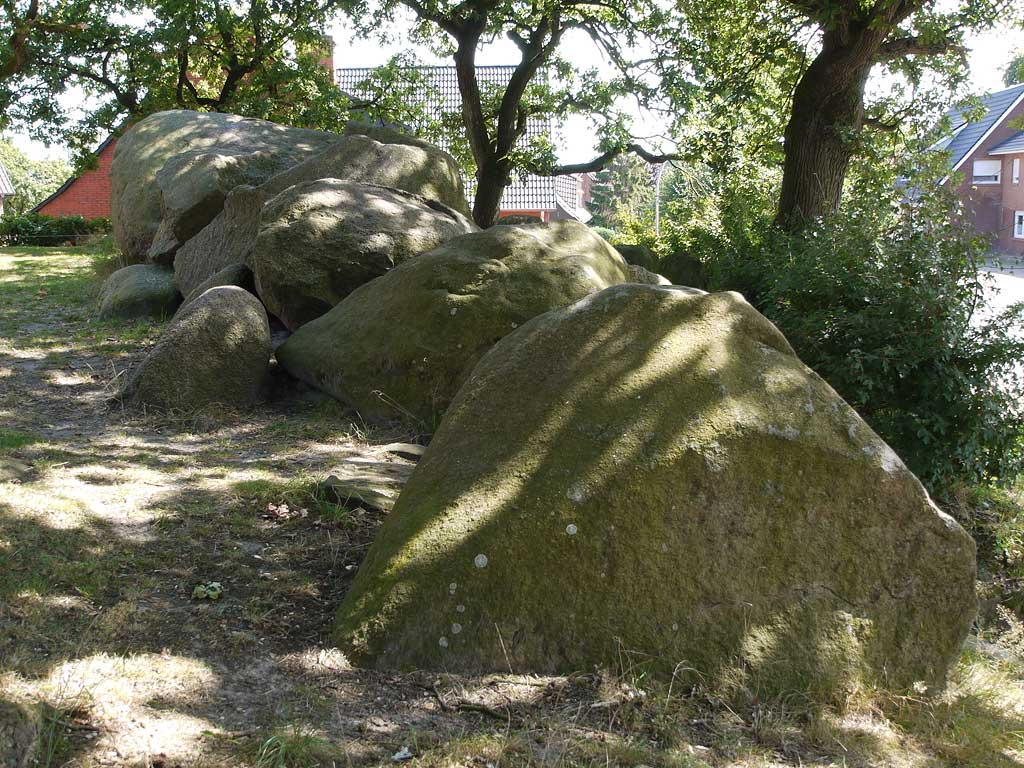